# Benedictinas de Nuestra Señora del Calvario
La Congregación de Nuestra Señora del Calvario, o también Benedictinas de Nuestra Señora del Calvario, (oficialmente en francés: Bénédictines de Notre-Dame du Calvaire) son una Orden religiosa católica monástica femenina de derecho pontificio, fundada por la religiosa francesa Antonieta de Orleans-Longueville en Poitiers, el 25 de octubre de 1617. A las monjas de este instituto religioso se les conoce como hijas del Calvario o benedictinas del Calvario y forman parte de la Confederación Benedictina.

## Historia

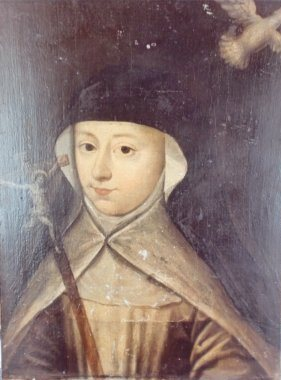
Antonieta de Santa Escolástica (1572-1618), fundadora de la Congregación de Nuestra Señora del Calvario

Antonieta de Orleans-Longueville, dama de corte de Catalina de Médici,prima de Enrique IV, rey de Francia, y esposa de Carlo de Gondi, duque de Retz, a la muerte de este (1596), decidió ingresar al monasterio de la Congregación de Feuillants de Toulouse. Allí cambió su nombre por el de Antonieta de Santa Escolástica. El papa Paulo V, mediante breve de 4 de junio de 1605, la transfirió al monasterio de Fontevrault, de la congregación homónima, con el derecho de sucesión para abadesa. Sin embargo, llegada la hora de tomar posesión de su cargo, en 1611, Antonieta pidió al papa de ser dispensada y de ser trasladada al monasterios de Lencloître, de la misma Orden.
Bajo la dirección espiritual del religioso capuchino José de París, Antonieta introdujo una reforma con el fin de restaurar el primitivo rigorismo benedictino. El 25 de octubre de 1617, el papa Paulo V le permitió abandonar el monasterio de Lencloître, junto a veinticuatro monjas y establecerse en Poitiers para fundar un nuevo monasterio, con el cual dio inicio a la Congregación de las Benedictinas de Nuestra Señora del Calvario. En 1621 la congregación fue erigida canónicamente por el papa Gregorio XV y confirmada por Urbano VIII en 1637.
La congregación fue suprimida por la Revolución francesa en 1789. El papa León XII, mediante breve del 14 de noviembre de 1828, la restauró. El primer monasterio fuera de Francia lo fundaron a finales del siglo XIX en Jerusalén, gracias a una petición del papa León XIII. Las nuevas Constituciones del instituto fueron aprobadas por la Santa Sede el 8 de mayo de 1962.

## Organización
Las Benedictinas de Nuestra Señora del Calvario constituyen una congregación de monasterios autónomos de derecho pontificio, es decir, aprobadas por la Santa Sede. Cada monasterio es gobernado por una priora y a nivel internacional son representados por una Presidente general, cuya función es mantener la comunión entre ellos. En ellos se observa la clausura monástica por lo cual la principal labor de las monjas es la vida contemplativa, según los criterios de la Regla de San Benito.
En 2015, la congregación contaba con unas 42 monjas y unos 4 monasterios, presentes en Francia (Angers, Bouzy-la-Forêt, Prailles) y en Israel (Jerusalén).